# Bassus rudimentarius
Bassus rudimentarius är en stekelart som först beskrevs av Günther Enderlein 1920.  Bassus rudimentarius ingår i släktet Bassus och familjen bracksteklar. Inga underarter finns listade.